# Campionat de Belarús de ciclisme en ruta

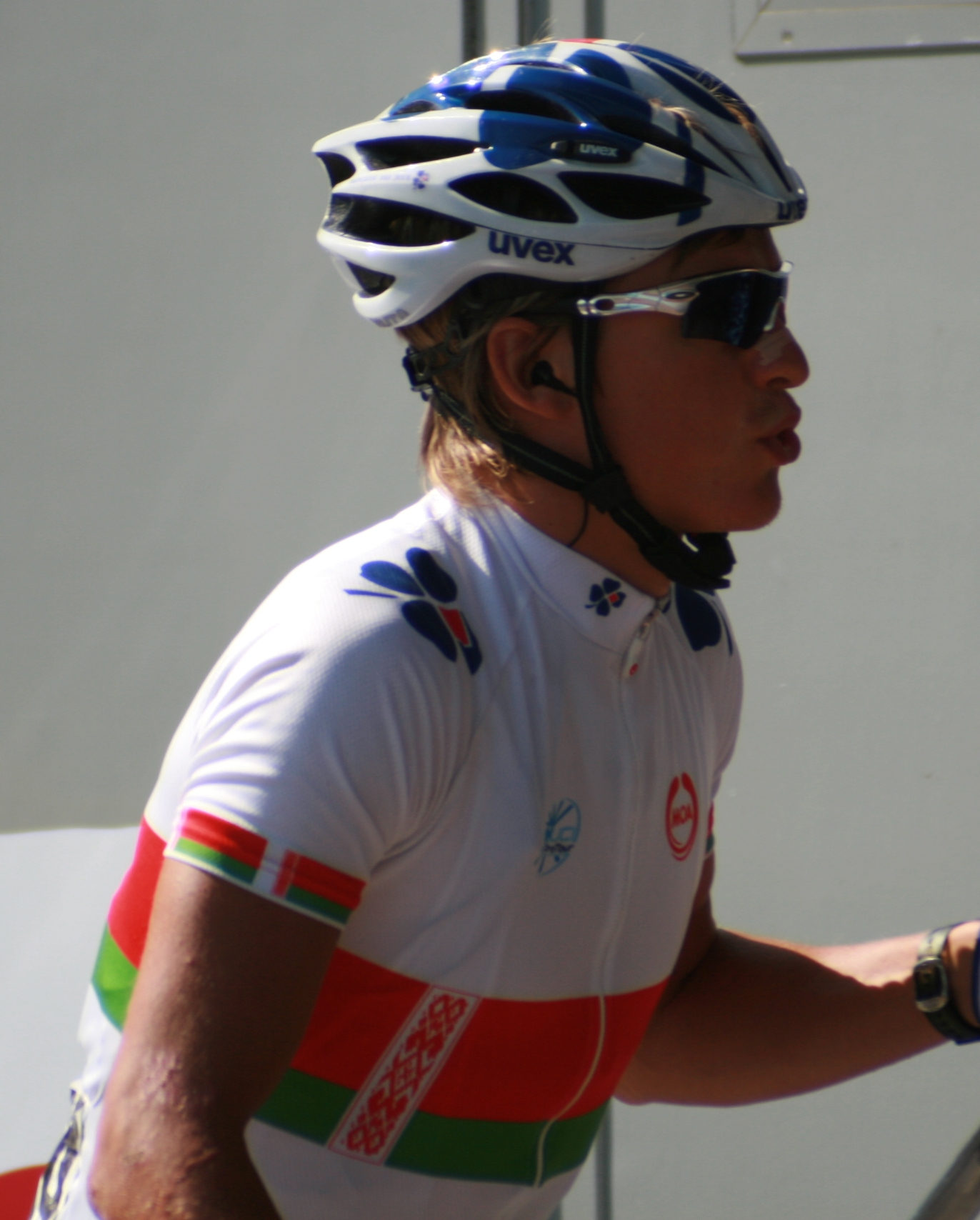
Iauhèn Hutaròvitx Campió de Belarús quatre cops

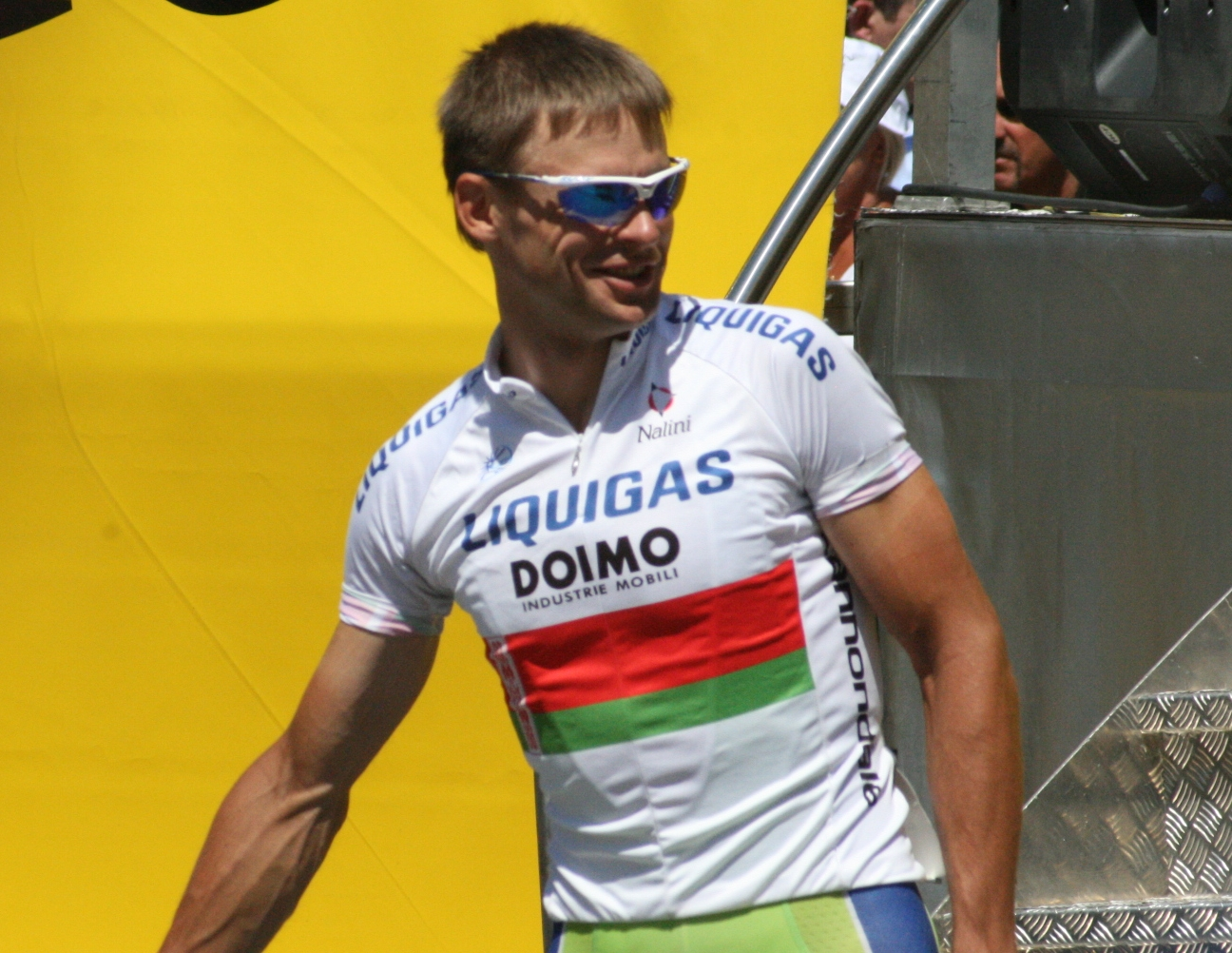
Aliaksandr Kutxinski el 2010

El Campionat de Belarús de ciclisme en ruta s'organitza anualment des de l'any 1997 per determinar el campió ciclista de Belarús en la modalitat.
El títol s'atorga al vencedor d'una única carrera en ruta. El vencedor obté el dret a portar un mallot amb els colors de la bandera belarussa fins al campionat de l'any següent quan disputa proves en ruta.

## Palmarès masculí
| Any  | Primer                | Segon                  | Tercer                |
| 1996 | Viatcheslav Guerman   | Oleg Bondarik          | Pavel Kavetzky        |
| 1997 | Sergej Borodoulin     | Alexander Charapov     | Andrej Borodoulin     |
| 1998 | Alexander Charapov    | Alexandre Usov         | Alexander Kozlov      |
| 1999 | Yauheni Seniushkin    | Evgeni Golovanov       | Sergei Borodoulin     |
| 2000 | Alexandre Kozlov      | Aliaksandr Kuschynski  | Dimitri Aulasenko     |
| 2001 | Yauhen Sobal          | Aleksei Levdanski      | Alexandre Kozlov      |
| 2002 | Alexandre Usov        | Alexandre Kozlov       | Kanstantsin Siutsou   |
| 2003 | Yauhen Sobal          | Kanstantsin Siutsou    | Yauheni Hutarovich    |
| 2004 | Yauhen Sobal          | Uladzimir Autka        | Vasil Kiryenka        |
| 2005 | Aliaksandr Kuschynski | Anatole Chaburka       | Vladimir Autko        |
| 2006 | Kanstantsin Siutsou   | Aliaksandr Kuschynski  | Anatole Chaburka      |
| 2007 | Branislau Samoilau    | Aliaksandr Kuschynski  | Yauheni Hutarovich    |
| 2008 | Yauheni Hutarovich    | Aliaksandr Kuschynski  | Alexandre Usov        |
| 2009 | Yauheni Hutarovich    | Aliaksandr Kuschynski  | Aliaksandr Sinelnikau |
| 2010 | Aliaksandr Kuschynski | Yauheni Sobal          | Konstantin Klimiankou |
| 2011 | Aliaksandr Kuschynski | Kanstantsin Siutsou    | Branislau Samoilau    |
| 2012 | Yauheni Hutarovich    | Siarhei Papok          | Aliaksandr Kuschynski |
| 2013 | Andrei Krasilnikau    | Siarhei Papok          | Ihar Mytsko           |
| 2014 | Yauheni Hutarovich    | Nikolai Shumov         | Nikita Zharoven       |
| 2015 | Andrei Krasilnikau    | Dzmitry Zhyhunou       | Aliaksandr Kuschynski |
| 2016 | Kanstantsin Siutsou   | Nikolai Shumov         | Branislau Samoilau    |
| 2017 | Nikolai Shumov        | Anton Ivashkin         | Alexandr Riabushenko  |
| 2018 | Stanislau Bazhkou     | Siarhei Papok          | Branislau Samoilau    |
| 2019 | Yauhen Sobal          | Anton Ivashkin         | Vasili Strokau        |
| 2020 | Yauhen Sobal          | Aliaksandr Riabushenko | Yauheni Karaliok      |
| 2021 | Stanislau Bazhkou     | Mark Grinkevich        | Yauhen Sobal          |

### Palmarès sub-23
| Any  | Primer           | Segon                  | Tercer                |
| 2005 | Sergei Dovbniuk  | Andrei Kunitski        | Yauheni Hutarovich    |
| 2007 | Sergey Sakavets  | Sergey Popok           | Aliaksandr Sinelnikov |
| 2008 | Siarhey Papok    | Maxim Kumilevski       | Sergey Sakavets       |
| 2011 | Siarhei Novikau  |                        |                       |
| 2014 | Nikolai Shumov   | Nikita Zharoven        |                       |
| 2015 | Dzmitry Zhyhunou | Aliaksandr Riabushenko | Nikolai Shumov        |
| 2016 | Nikolai Shumov   | Aleksandr Riabushenko  | Vasili Strokov        |

## Palmarès femení
| Any  | Primera            | Segona                 | Tercera              |
| 1999 | Tatsiana Makeyeva  | Veronika Sheremetieva  | Oksana Zviagintseva  |
| 2000 | Tatsiana Makeyeva  | Volha Koushniarevich   | Valiantsina Vaulchok |
| 2001 | Tatsiana Makeyeva  | Volha Hayeva           | Volha Kushnerevitch  |
| 2002 | Volha Hayeva       | Veronika Sheremetieva  | Yulia Cherepan       |
| 2003 | Volha Hayeva       | Tatsiana Sharakova     | Tatiana Makeyeva     |
| 2004 | Volha Hayeva       | Tatsiana Sharakova     | Mariya Halan         |
| 2005 | Tatsiana Sharakova | Ialena Hetsman         | Veranika Vyrastka    |
| 2006 | Ialena Hetsman     | Veronika Sharametsyeva | Hanna Subota         |
| 2007 | Tatsiana Sharakova | Aksana Papko           | Alena Amialyusik     |
| 2008 | Tatsiana Sharakova | Zinaida Stahurskaia    | Iryna Asavets        |
| 2009 | Tatsiana Sharakova | Zinaida Stahurskaia    | Elena Azarkevich     |
| 2010 | Aksana Papko       | Alena Amialyusik       | Iryna Kryuchkova     |
| 2011 | Alena Amialyusik   | Tatsiana Sharakova     | Alena Sitsko         |
| 2012 | Tatsiana Sharakova | Svetlana Stahurskaia   | Alena Amialyusik     |
| 2013 | Alena Amialyusik   | Marina Shmayankova     | Ksenia Tuhai         |
| 2014 | Alena Amialyusik   | Alena Sitsko           | Ksenyia Tuhai        |
| 2015 | Alena Amialyusik   | Tatsiana Sharakova     | Ina Savenka          |
| 2016 | Tatsiana Sharakova | Ksenia Tuhai           | Palina Pivovarova    |
| 2017 | Tatsiana Sharakova | Hanna Tserah           | Ina Savenka          |
| 2018 | Alena Amialyusik   | Taisa Naskovich        | Hanna Tserah         |
| 2019 | Tatsiana Sharakova | Hanna Tserah           | Alena Amialiusik     |
| 2020 | Tatsiana Sharakova | Anastasiya Kolesava    | Hanna Tserah         |
| 2021 | Tatsiana Sharakova | Hanna Tserakh          | Alina Abramenko      |